# 帝京平成看護短期大学
帝京平成看護短期大学（ていきょうへいせいかんごたんきだいがく、英語: Teikyo Heisei Nursing Junior College）は、千葉県市原市ちはら台西6-19に本部を置いていた日本の私立大学である。1990年に設置され、2016年に廃止された。大学の略称は平短。

## 概観

### 大学全体
- 千葉県市原市に所在した日本の私立短期大学で、設置主体は学校法人帝京平成大学[1]。
- 冲永学園により1990年に帝京平成短期大学[注 2]として開学。当初は福祉系の学科もあったが、後に看護系のみとなる。
- 2012年度の入学生を最後に[注釈 2]、短期大学としての使命を終える[注釈 3]。

### 建学の精神（校訓・理念・学是）
- 帝京平成看護短期大学建学の精神は、実学を精神の基とし、幅広い知識と専門分野における実践能力を身につけ、創造力豊かな逞（たくま）しい人間愛に溢れた人材を養成するであった。

### 教育および研究
- 帝京平成看護短期大学には看護学科が設置されており、「看護学概論」・「看護技術」のほか帝京大学医学部附属病院、市原病院、溝口病院をはじめ帝京大学関連機関での臨地実習が行われていた。

### 学風および特色
- 2006年度、財団法人短期大学基準協会の第三者評価の結果、「適格」認定を受けている。

## 沿革
- 1989年　
  - 12月22日 左記を以て文部省[注 3]より短期大学の設置が認可される。
- 1990年
  - 4月1日 帝京平成短期大学（ていきょうへいせいたんきだいがく）として以下の学科体制にて開学[6]。
    - 看護学科 入学定員100名[注釈 4]　
    - 福祉学科
      - 社会福祉専攻 入学定員50名[注釈 4]
      - 介護福祉専攻 入学定員80名[注釈 4]

  - 5月1日 学生数[8]/定員
    - 看護学科 124[注釈 5]/100
    - 福祉学科 161[注 4]/130
- 1991年
  - 4月1日 学科の入学定員増を以下の通り行う[注 5]。
    - 看護学科 100[注釈 4]→150[注釈 6]
    - 福祉学科社会福祉専攻 50[注釈 4]→100[注釈 6]

  - 5月1日 学生数[12]/定員
    - 看護学科 281[注釈 5]/250
    - 福祉学科 379[注 6]/310
- 1992年
  - 5月1日 学生数[注 7]/定員
    - 看護学科 434[注釈 5]/400
    - 福祉学科 449[注 8]/360
- 1993年
  - 4月1日 専攻科を設置し、以下の課程を設ける[15]。
    - 助産学専攻 入学定員20名
- 1995年
  - 4月1日 看護学科の入学定員を150→180に増員[16]。
  - 5月1日 学生数[17]/定員
    - 看護学科 524[注釈 5]/480
    - 福祉学科 489[注 9]/360
- 1999年
  - 4月1日 学科の入学定員減を以下の通り行う[18]。
    - 福祉学科社会福祉専攻 100[19]→60[20]

  - 5月1日 学生数[21]/定員
    - 看護学科 683[注釈 5]/540
    - 福祉学科 348[注 10]/320
- 2000年
  - 4月1日 福祉学科社会福祉専攻の入学定員を60→56に減員[注 11]。
- 2001年
  - 4月1日 福祉学科社会福祉専攻の学生募集を最終とし[注 12]、入学定員を56→52に減員[注 13]。
- 2002年
  - 4月1日 福祉学科介護福祉専攻を介護福祉学科に改組する[24]。
- 2003年
  - 4月1日 介護福祉学科の学生募集を最終とする[注 14]。
- 2004年
  - 4月1日 本学のキャンパスを帝京平成大学ちはら台キャンパスとして共有を開始する.
- 2005年
  - 3月31日 左記をもって介護福祉学科を廃止とする[28]。
  - 4月1日 帝京平成看護短期大学に改称[28]。
- 2006年
  - 4月1日 財団法人短期大学基準協会による第三者評価の結果、適格と認められる。
- 2008年
  - 4月1日 看護学科が初めて共学となる。そのため短期大学自体が再び男女共学となる。
- 2012年
  - 4月1日 学生募集最終となる[注釈 2]。
- 2016年
  - 8月31日 左記をもって文部科学省より正式に廃止の認可が下りる[注釈 3]。

## 基礎データ

### 所在地
- 千葉県市原市ちはら台西6-19[注釈 1]

### 当時の交通アクセス
- 最寄り駅からの経路
  - JR外房線鎌取駅下車南口より千葉中央バス・小湊バス「ちはら台」行「ちはら台中央」下車。徒歩1分
  - 京成電鉄千原線ちはら台駅下車徒歩15分または千葉中央バス・小湊バス「鎌取駅」行き「ちはら台中央」下車。徒歩1分

### 象徴
- 帝京平成看護短期大学のカレッジマークは帝京大学グループのものが用いられていた[29]。

## 教育および研究

### 組織

#### 学科
- 看護学科 入学定員180名[注 15]

##### 過去にあった学科
- 福祉学科
  - 社会福祉専攻 入学定員52名[注 16]
  - 介護福祉専攻→介護福祉学科 入学定員80名[注 17]

#### 専攻科
- 助産学専攻 入学定員20名

#### 別科
- なし

##### 取得資格について
- 看護師受験資格：看護学科
- 助産師受験資格：専攻科助産学専攻
- 過去にあった福祉学科の介護福祉専攻では介護福祉士資格が、社会福祉士受験の基礎資格が取得できるカリキュラムが組まれていた[25]。

### 研究
- 『帝京平成短期大学紀要』[32]

## 学生生活

### 部活動・クラブ活動・サークル活動
- 帝京平成看護短期大学のクラブ活動
  - 体育系：バスケットボール・バドミントン・サッカー・ボクシング・卓球・ダンス
  - 文化系：華道・軽音楽・ボランティア・手話・合唱・茶道

### 学園祭
- 帝京平成看護短期大学の学園祭は「博優祭」と呼ばれ、2008年度は11月2日に実施された。テーマは「上笑喜流」で、フルーツポンチ・マキシマムバーバーサム・ジャングルポケットらによるお笑いライブも催された。

## 大学関係者と組織

### 大学関係者一覧

#### 大学関係者
- 冲永荘一：二代学長

## 施設

### キャンパス
- キャンパス周辺には「かずさの道」と称した並木道がある。
- キャンパス内には、校舎・体育館・図書館のほか、緑豊かな洋風ガーデンがある。

## 対外関係

### 他大学との協定
- 放送大学[33]

### 姉妹校
- 帝京短期大学
- 帝京大学短期大学
- 帝京学園短期大学

### 系列校
- 帝京平成大学

## 社会との関わり
- 公開講座を行っていた。

## 卒業後の進路について

### 就職について
- 看護学科：専門職に就く人が大半で、帝京大学医学部附属病院、帝京大学医学部附属溝口病院、帝京大学医学部附属市原病院など就職先は多種多彩。
- 福祉学科
  - 社会福祉専攻：各種社会福祉施設に就職している。
  - 介護福祉専攻：在学中に取得した資格を活かして各種高齢者福祉施設の介護職に従事している人が多い。

### 編入学・進学実績
- 帝京平成大学　ヒューマンヘア学部看護学科、帝京平成看護短期大学専攻科（助産）に毎年内部推薦枠がある。
- 帝京グループ以外の大学として、横浜市立大学、昭和大学、東海大学への進学（3年次編入）実績がある。